# スエマエ
スエマエは、バドミントンダブルスの末綱聡子（すえつな さとこ）と前田美順（まえだ みゆき）ペアの愛称。

## 概要
2004年にペアを結成。2008年の北京オリンピックの準々決勝では、アテネオリンピック金メダリストで世界ランキング1位の中国ペアに大金星を挙げて一躍有名になった。惜しくもメダルには届かなかったが、日本初のオリンピックのベスト4となり、オリンピック後の世界ランキングではオグシオの8位を抜いて6位に浮上した。2010年11月には世界ランキング2位に浮上した。
末綱が2013年9月に開催されたヨネックスオープン ジャパンを最後に日本代表を引退したため、この大会が｢スエマエ｣としての最後のゲームとなった。

## 成績

### 国内大会
- 2004年
  - ランキングサーキット 優勝
  - 全日本社会人選手権大会 ベスト8
- 2005年
  - ランキングサーキット 優勝
  - 全日本社会人選手権大会 3位
  - 全日本総合選手権大会 ベスト8
- 2006年
  - ランキングサーキット 準優勝
  - 全日本総合選手権大会 準優勝
- 2007年
  - 全日本総合選手権大会 準優勝
- 2008年
  - ランキングサーキット 3位
  - 全日本総合選手権大会 準優勝
- 2009年
  - 全日本社会人選手権大会 優勝
  - 全日本総合選手権大会 準優勝
- 2010年
  - 全日本総合選手権大会 優勝
  - ランキングサーキット 優勝

### 国際大会
- 2004年
  - ドイツ・オープン ベスト8
- 2005年
  - 世界選手権 ベスト32
  - インドネシア・オープン ベスト8
- 2006年
  - インドネシア・オープン ベスト8
  - マカオ・オープン ベスト8
  - タイ・オープン ベスト8
  - 世界選手権 ベスト32
  - アジア選手権大会 ダブルス ベスト8
- 2007年
  - 大阪インターナショナルチャレンジ 3位
  - アジア選手権大会 ベスト8
  - シンガポール・オープン 3位
  - 世界選手権 ベスト16
  - USオープン 優勝
  - チャイニーズタイペイオープン ベスト8
  - マカオ・オープン ベスト8
  - 香港オープン ベスト8
  - マレーシア・オープン ベスト8
- 2008年
  - ドイツ・オープン 準優勝
  - インド・オープン 準優勝
  - アジア選手権大会 ベスト8
  - シンガポール・オープン ベスト8
  - インドネシアオープン 準優勝
  - 北京オリンピック 4位
  - ヨネックスオープンジャパン 3位
- 2009年
  - 世界選手権 ベスト8
  - ヨネックスオープンジャパン 準優勝
  - デンマーク・オープン ベスト8
- 2010年
  - 全英オープン ベスト8
  - スイス・オープン 準優勝
  - アジア選手権大会 ベスト8
  - インドネシア・オープン 3位
  - 世界選手権 ベスト8
  - ヨネックスオープンジャパン 3位
  - デンマーク・オープン 優勝
  - アジア競技大会 ダブルス ベスト8
- 2011年
  - BWFスーパーシリーズファイナルズ 3位
  - 韓国オープン ベスト8
  - ドイツ・オープン ベスト8
  - アジア選手権大会 ベスト8
  - インド・オープン 優勝
  - マレーシアオープングランプリゴールド 優勝
  - シンガポール・オープン ベスト8
  - USオープン 3位
  - 世界選手権 3位